# William John Titus Bishop
William John Titus Bishop, född 1985 i London, är en engelsk artist, gitarrist, pianist och låtskrivare

## Karriär
År 2009 spelade han på en av Europas största friluftsfestivaler, Tallinn Music Week. Den 17 juli uppträdde han på 2000 Trees Festival i Storbritannien. Den 31 juli spelade Bishop på Folk by the Oak Festival i Hatfield. Den 8 augusti 2010 uppträdde han på Heavy Music Festival nära Folkestone. Samma månad spelade Bishop för andra året i rad på den svenska festivalen Live at Heart.
Vid samma tillfälle angavs han ha programmerat Good at Falling av The Japanese House. Hans arbete har presenterats på Indie Voice Music Blog, av LA:s musikkritiker Bob Leggitt och på andra ställen. Han släppte många demos och EP:s i sin tidiga tid när han spelade i London-kretsen i Storbritannien.
Shakespeare's Sonnets, Alchemy and Individuation är en text som utforskar förhållandet mellan sonettsekvensen och jungiansk psykologi. Bishop beskriver texten som "om den kreativa processen i allmänhet - hur konstverk och litteratur är uttryck för en konstnärlig process, som i sin tur är ett sätt att acceptera individualitet." Texten finns i British Library. Han fick ett stipendium till Haberdashers' Askes skola, där han spelade cello och kontrabas i orkestern.
Bishop sade om sitt skrivande i en intervju med The Indieview: "Jag har ingen separat skrivprocess, jag skriver för att jag kan skriva".

## Album
Second Time Around
Albumet producerades av Crimson Studios i Arundal 2019 och han turnerade i Storbritannien kort därefter. Singeln The Night in Your Eyes spelades på franska och brittiska nationella stationer och var med i Darryl Stenúður's Tinnitist. År 2020 blev Bishop inbjuden att uppträda på musikfestivalen Live at Heart i Ørebro, Sverige.
Waves on Wire
Han spelade på festivalen och återvände sedan till att vara i Storbritannien för att spela in Waves on Wire (2020),producerades studioalbumet av Isaac McInnis. Bishops album som ett exempel på minimalism i samtida musik.
Deja Vu
Albumet spelades in under en session i en liten studio i norra London. Det 10 spår långa albumet täcker teman som liv och relationer. Bishop publicerade en artikel om Instagram-influerare och musikindustrin. Av den drar han slutsatsen att "så länge det som produceras resulterar i en produkt kommer estetik att fortsätta att värderas lägre än pris. Också 2022 bjöds Bishop in att tillsammans med Brightons borgmästare delta i öppnandet av den första etiska filialen av fastighetsförvaltaren Leaders Ltd i Storbritannien. Samma år hade han premiär för låtar från Waves on Wire på Fringe Festival.
Bishop hade skrivit omkring tjugofem låtar som spelades in under en period av tre år. I augusti 2021 kom han tillbaka till Storbritannien och spelade en rad små uppvärmningsspelningar i Londonkretsen där de visade upp sitt nya material, innan de spelade på Reading- och Leedsfestivalerna.

## Kontroverser
År 2021 användes bilder på Bishop av ett nederländskt livsstilsföretag. Användningen stred mot europeisk lag men Bishop vägrade vidta de rekommenderade rättsliga åtgärderna med motiveringen att de rättsliga kostnaderna skulle bli för stora för företaget att betala.

## Diskografi
Album
- 2019: Déjà vu
- 2020: Waves on Wire
- 2021: Oto Recordings
- 2023: Demo Tapes

EP
- 2018: Second Time Around
- 2020: The Night in Your Eyes
- 2021: Medley #2